# Sospensione (matematica)
La sospensione {\displaystyle S(X)} di uno spazio topologico {\displaystyle X} è il quoziente topologico del cilindro {\displaystyle C(X)=X\times [-1,1]} con la relazione di equivalenza le cui uniche classi non banali sono la classe nord, costituita da coppie del tipo {\displaystyle (x,1)} e la classe sud, costituita da coppie del tipo {\displaystyle (x,-1)}
L'applicazione definita tramite {\displaystyle x\mapsto (x,0)} identifica {\displaystyle X} con l'equatore di {\displaystyle S(X)}, che è il sottoinsieme costituito dalle coppie {\displaystyle (x,0)}
Intuitivamente la sospensione è lo spazio ottenuto facendo collassare tutti i punti dei bordi del cilindro nei punti nord e sud. In questo senso si osserva facilmente che la sospensione di {\displaystyle S^{m-1}\subseteq R^{m}} è omeomorfa a {\displaystyle S^{m}\subseteq R^{m+1}}.